# Pirimicarb
Pirimicarb ist ein Wirkstoff zum Pflanzenschutz und eine chemische Verbindung aus der Gruppe der Carbamate.

## Gewinnung und Darstellung
Pirimicarb kann durch Reaktion der Zwischenprodukte bei der Reaktion von  2-Methylethylacetoacetat mit N,N-Dimethylguanidinsulfat, sowie Phosgen mit Dimethylamin  gewonnen werden.

## Eigenschaften
Pirimicarb ist ein farbloser Feststoff, der schlecht löslich in Wasser ist.

## Verwendung
Pirimicarb wird als Wirkstoff in Pflanzenschutzmitteln verwendet. Es wird als selektives Aphizid (Insektizid gegen Röhrenblattläuse) bei einer großen Anzahl von Getreidearten und anderen Nutzpflanzen eingesetzt und wirkt durch Hemmung der Acetylcholinesterase. Es wurde 1970 erstmals zugelassen. Mit Pirimicarb-desmethyl (CAS-Nummer: 30614-22-3) und Pirimicarb-desmethyl-formamido existieren zwei Derivate mit ähnlichen Eigenschaften.

## Zulassung
Pirimicarb wurde 2006 in der Europäischen Union als Insektizid-Wirkstoff zugelassen.
In Deutschland, Österreich und der Schweiz sind Pflanzenschutzmittel-Produkte mit diesem Wirkstoff zugelassen.

## Ökologie
Pirimicarb hat aus ökotoxikologischer Perspektive negativen Einfluss auf aquatischen Organismen. Der Median der EC50 (48 Std.) für Krustentiere (Daphnia magna) liegt bei 0,01 mg/l. In der Schweiz wurde der Grenzwert für die zugelassene Konzentration in Oberflächengewässern im Jahresmitte mit 0,09 µg/l festgelegt. Der PNEC liegt mit 0,1 µg/l leicht darüber.
In der Schweiz kam es 2019 durch mit Fipronil verunreinigtes Pirimicarb, das in Landi-Agrarmärkten verkauft worden war, zu einem Bienensterben.